# حكر الشيخ طابا
حكر الشيخ طابا هي قرية لبنانية من قرى قضاء عكار في محافظة الشمال. تقع في تجمع للقرى يسمى نجد عكار.